# 盧鎬
盧鎬（1723年—1785年），字配京，號月船，鄞縣（今浙江寧波）人。

## 生平
早年從史荣研究经史，後從全祖望。乾隆十八年（1753年）舉人，後屢試不中。乾隆二十年（1755）七月，《宋元学案》未刊刻而全祖望卒，底稿归卢镐保管。乾隆三十八年（1773年），授官平陽縣學教諭。夫人马氏留于家中，“侍晨夕兼课诸子”。生平好藏書，屢遭劫難，仍有書萬冊，其中地方志約六百種。乾隆五十年（1785）五月初一午时去世。身後收藏盡散佚。

## 代表著作
- 《月船居士集》
- 《月船居士诗稿》 ，收录于《四明叢書》中，民国張壽鏞刊刻。